# Symfonie nr. 2 (Bendix)
Victor Bendix voltooide zijn Symfonie nr. 2 in d majeur opus 20 in 1888. Het kreeg als bijtitel mee Zomerklanken uit zuid Rusland (Sommerklange fra Sydrusland). De muziek is zoals gebruikelijk bij Bendix romantisch en het beeld van het verre Rusland past daar goed bij. Het is een luchtige symfonie, die los staat van de soms uiterst melancholische Russische muziek, de muziek blijft lichtvoetig Deens. Waar de componist de muziek dan wel inspiratie vandaan haalde is onduidelijk, er zijn twijfels of Bendix ooit in Rusland is geweest. In de tijd dat het werk uitkwam was het vrij populair, waarschijnlijk klonk het toen toch wat exotisch in de oren (vooral de delen 2 en 3) in een tijdperk dat de muziek in Denemarken uiterst conservatief was.
Het werk kent vier delen:
1. Andante – presto – allegro moderato
2. Prestissimo
3. Andante sostenuto
4. Molto vivace

## Orkestratie
Het orkest zal er ongeveer als volgt uitzien:
- 3 dwarsfluiten waarvan 1 ook piccolo, 2 hobo’s, 2 klarineten, 2 fagotten
- 4 hoorns, 3 trompetten, 3 trombones, 1 tuba
- pauken,
- violen, altviolen, celli, contrabassen

## Bron en discografie
- Bladmuziek van Symfonie nr. 2 (Bendix) op de website van het International Music Score Library Project
- Uitgave Danacord: het Omsk Philharmonisch Orkest o.l.v. Jevgeni Sjestakov